# Juan Vucetich
Juan Vucetich là một nhà nhân loại học người Argentina gốc Croatia và là quan chức cảnh sát đã đi tiên phong trong việc sử dụng công nghệ sinh trắc học là dấu vân tay để xác định tội phạm. Lần đầu tiên trên thế giới một kẻ giết người bị buộc tội bởi những dấu vân tay.

## Tiểu sử
Juan Vucetich tên khai sinh là Ivan Vučetić. Ông sinh tại Hvar, vùng Dalmatia của Croatia, dưới thời chế độ quân chủ Habsburg
Năm 1882, ông di cư đến Argentina.
Ngày 25 tháng 1 năm 1925, Juan Vucetich qua đời ở Dolores, Argentina.

## Quá trình nghiên cứu về dấu vân tay
Ngày 18 tháng 6 năm 1891, Juan Vucetich lúc này là một sĩ quan cảnh sát ở Buenos Aires được giám đốc công an La Plata là đại úy Jilecmo Nuné mời đến. Nuné cho biết, bạn ông - bác sĩ Augusto Drago vừa từ Paris trở về thông báo rằng ở Paris người ta vừa áp dụng một phương pháp mới có tên là phương pháp Bertillon của Alphonse Bertillon là phương pháp dùng số đo của chiều cao; sải tay; nửa thân trên; độ dài của đầu; độ rộng của đầu; tai phải; bàn chân trái; ngón tay giữa; mu tay trái để nhận dạng tội phạm.
Jilecmo Nuné giao nhiệm vụ cho Juan Vucetich với sự hỗ trợ của bác sĩ Augusto Drago, lập một cơ quan nhân trắc học để tiến hành các phép "đo người" lập các hồ sơ lưu trữ nhân dạng.
Một cơ quan chuyên đo kích thước cơ thể theo phương pháp Bertillon do Vucetich chỉ huy đã đi vào hoạt động. Dù phương pháp nhận dạng của Bertillon có nhiều điểm mới và hấp dẫn nhưng cái cuốn hút sự say mê của Vucetich lại là những điều viết về phép lấy vân tay của Francis Galton đăng trên tờ "Tạp chí Khoa học". Từ đó mỗi khi có tội phạm đến cơ quan để đo kích thước người đều phải bổ sung thêm việc lăn tay trên một tờ phiếu.
Vucetich tin rằng các kích thước của con người có thể thay đổi, nhưng các đường nét trên các đầu ngón tay thì đã được định hình ngay từ khi mới sinh và không hề bị biến dạng sau hàng trăm, thậm chí hàng ngàn năm.
Vấn đề còn lại Vucetich phải giải quyết là làm sao để những phiếu đã lấy vân tay của ông có thể phân loại theo một cách khoa học để có thể tra cứu nhanh chóng và thuận tiện nhất. Trước hết ông chia các dạng vân tay thành năm loại: vòng cung, vành khuyên trong, vành khuyên ngoài, vòng và vòng có hai vành khuyên. Mỗi loại đó được đặt tên bằng một chữ cái. Một tam giác có thể do hai hay nhiều đường nét gặp nhau tạo nên. Theo cách sắp xếp của ông, mỗi dấu vân tay sẽ ứng với một công thức gồm một chữ cái và một con số. Đối với người chưa quen cách sắp xếp này tưởng chừng như vô cùng phức tạp, nhưng trên thực tế lại rất đơn giản: chỉ cần một chiếc kính lúp để phóng to và một cái kim để đếm số đường nét. Từ đó việc kiểm tra xem một tội phạm mới bị bắt đã có tiền án tiền sự chưa thật dễ dàng, chỉ cần so sánh dấu vân tay của hắn với những dấu vân tay cùng loại trong các hồ sơ lưu trữ. Lần đầu tiên trên thế giới, hệ thống hồ sơ về dấu vân tay được thiết lập một cách khoa học và hệ thống.
Những cấp chỉ huy của Vucetich cũng nhiều lần yêu cầu ông phải tập trung vào việc lấy thống kê theo các chỉ số đo người của Bertillon. Tuy nhiên Vucetich vẫn kiên trì theo đuổi niềm say mê của mình. Nhiều lần ông phải bỏ tiền túi ra mua tủ để sắp xếp hồ sơ và in các phiếu dành cho việc lăn tay. Ông cũng liên tục mở các buổi đào tạo giúp cho những cảnh sát khác của Sở cảnh sát La Plata có những hiểu biết để có thể lập và sử dụng được các hồ sơ về vân tay.
Ngày 22 tháng 6 năm 1894, sau vụ án Francisca Rojas ở Necochea. Viện dân biểu Buenos Aires đã bỏ phiếu chấp thuận chi ra một khoản tiền 5.000 Peso Argentina  để trả cho những chi phí mà Juan Vucetich đã tự bỏ ra để tiến hành các nghiên cứu về dấu vân tay.
Tháng 6 năm 1896, Argentina trở thành quốc gia đầu tiên trên thế giới chính thức thừa nhận việc lăn tay để làm phương pháp nhận dạng thay cho phép đo người Bertillon. Một thời gian ngắn sau đó là các nước Nam Mỹ: Brazil và Chile (1903), Bolivia (1906) Peru, Paraguay, Uruguay (1908). Sau đó là Ấn Độ, Anh và một số nước châu Âu. Sau cái chết của Alphonse Bertillon, Pháp cuối cùng cũng đã chấp nhận sử dụng phép lấy vân tay thay cho phép đo người của Bertillon để nhận dạng tội phạm.
Juan Vucetich cải thiện phương pháp của mình và năm 1904 xuất bản quyển Dactiloscopía Comparada (Comparative Dactyloscopy - So sánh dấu vân tay). Ông đã đi đến Ấn Độ và Trung Quốc và tham dự các hội nghị khoa học để thu thập thêm dữ liệu.

## Vụ ánFrancisca Rojasở Necochea
Đây là một vụ án mang tính lịch sử đối với ngành khoa học hình sự. Lần đầu tiên trong lịch sử, vân tay để lại trên hiện trường giúp những nhà điều tra phát hiện ra hung thủ.
Đêm 29 tháng 6 năm 1892, theo tin báo từ người dân xung quanh, cảnh sát phá cửa xông vào một căn nhà nhỏ bị khóa kín ở khu ổ chuột Necochea - ngoại ô Buenos Aires và nhìn thấy ba hai đứa trẻ Ponciano Caraballo - 6 tuổi và em gái Felisa - 4 tuổi, bị giết dã man bằng một con dao bếp, còn người mẹ - Fransisca Rojas bị thương và ngất xỉu.
Khi người phụ nữ trẻ hồi tỉnh lại trong bệnh viện, cô đã kể lại các tình tiết của vụ án mạng. Cô và các con của mình đã bất ngờ bị người hàng xóm là Ramon Velazquez, làm nghề chăn bò bất ngờ tấn công. Là một phụ nữ trẻ góa chồng, cô bị Ramon Velazquez theo đuổi nhiều năm. Chiều hôm đó hắn vào nhà cô ngỏ lời gạ gẫm và bị cô tiếp tục từ chối. Sau một cuộc cãi vã và xung đột, Ramon Velazquez dùng một con dao làm bếp đâm chết hai đứa trẻ rồi lấy một chiếc xẻng đánh cô nhiều nhát trước khi bỏ trốn.
Ngay trong đêm đó, chánh thanh tra cảnh sát Necochea cho bắt giữ Velazquez. Anh ta khăng khăng rằng mình vô tội, phủ nhận mọi điều Francisca Rojas tố cáo anh ta. Sáng hôm sau Velazquez vẫn không nhận tội, 8 ngày liên tiếp sau đó anh ta vẫn tiếp tục phủ nhận các lời tố cáo.
Một cuộc khám nghiệm chi tiết các vết thương của nạn nhân cho thấy có nhiều điểm không trùng khớp với lời khai. Không có những vết tụ máu hay vết bầm trên cơ thể Francisca Rojas trong khi cô ta  khẳng định đã bị hung thủ dùng xẻng đập vào nhiều nhát.
Một tuần sau vụ án mạng, cảnh sát địa phương vẫn đang bế tắc, không biết dựa vào manh mối nào để triển khai tiếp cuộc truy lùng hung thủ. Họ đã phải kêu gọi đến sự hỗ trợ của các đồng nghiệp ở La Plata.
Ngày 8 tháng 7 năm 1892, một nhóm cảnh sát điều tra La Plata đứng đầu là thanh tra Edouardo M. Alvarez được cử xuống hiện trường để mở lại cuộc điều tra mới.
Sau nhiều giờ tìm kiếm, Alvarez phát hiện nhận ra lờ mờ có những vết vân tay dính máu đã khô trên cánh cửa phòng ngủ.
Nhớ đến những điều đã học được từ Vucetich (Thanh tra cảnh sát Edouardo M. Alvarez cũng nằm trong số các học viên ở các lớp đào tạo): đó chắc chắn là dấu vân tay của hung thủ đã để lại hiện trường. Cùng với những cảnh sát khác, ông đã cưa toàn bộ những mẫu gỗ in dấu vân tay trên đó mang về trụ sở cảnh sát Necochea. Alvarez cho triệu tập ngay Francisca Rojas và Ramon Velazquez đến để lấy vân tay. Dấu vân tay thu được tại hiện trường hoàn toàn trùng khớp dấu vân tay trên ngón tay cái của Francisca Rojas.
Francisca Rojas phải cúi đầu nhận tội, chính cô ta đã ra tay sát hại hai đứa con của mình. Francisca Rojas yêu một gã tình nhân trẻ tuổi, nhưng nhiều lần gã từ chối cưới cô vì hai đứa trẻ là một trở ngại lớn đối với hắn. Còn Ramon Velazquez, người hàng xóm thì từ lâu đã theo đuổi cô. Francisca Rojas nảy ra ý định giết hại hai đứa trẻ rồi sẽ vu vạ cho Velazquez. Francisca Rojas sau đó đã bị tòa đại hình Argentina kết án tử hình.

## Vinh danh

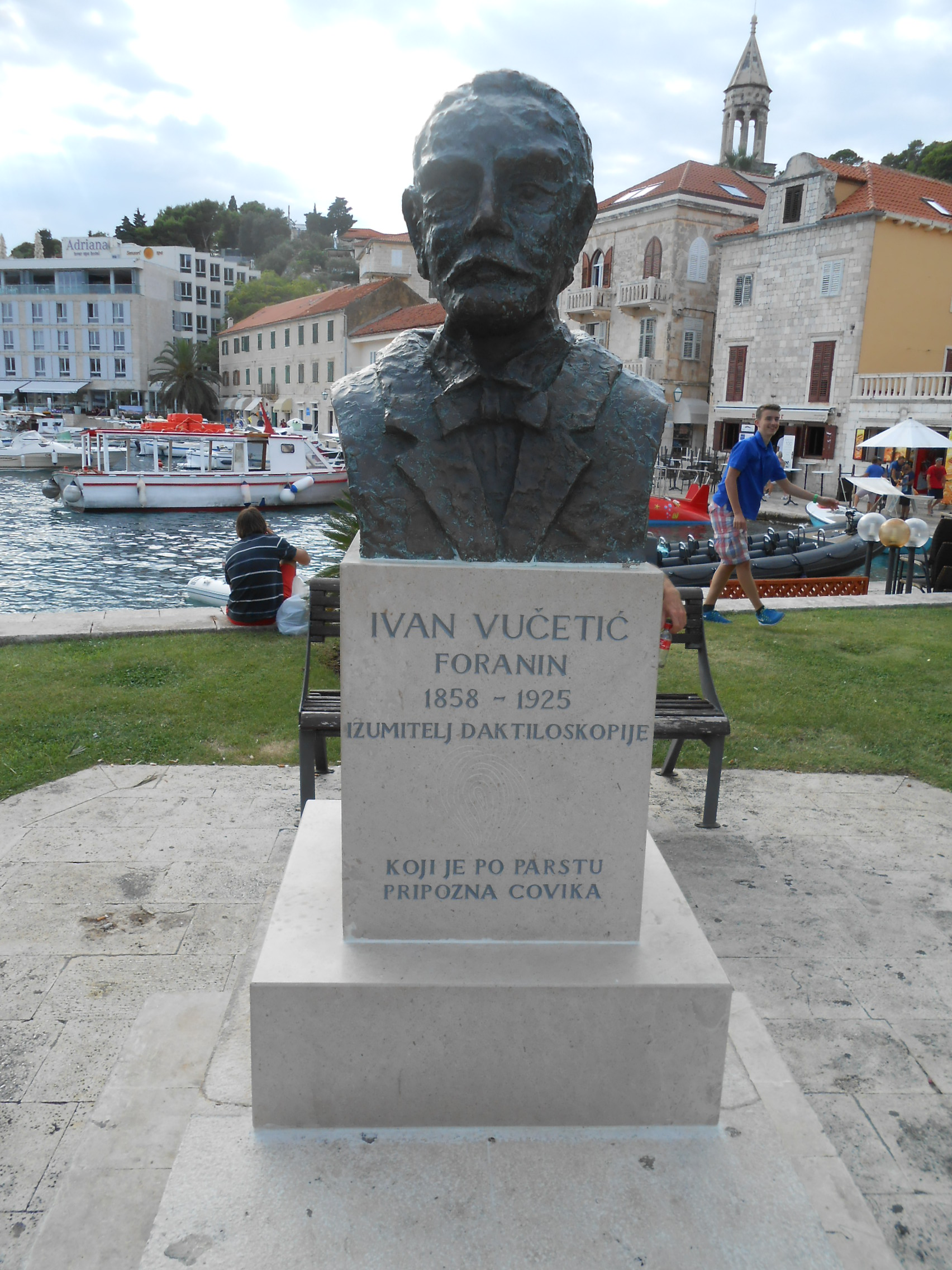
Bức tượng bán thân của Ivan Vučetić tại cảng Hvar

Học viện cảnh sát tỉnh Buenos Aires, gần La Plata, đã được đặt tên là Escuela de Policía Juan Vucetich (Học viện cảnh sát Juan Vucetich) và một bảo tàng cùng tên.
Trung tâm giám định pháp y ở Zagreb, Croatia cũng được đặt tên theo ông - Centar za kriminalistička vještačenja Ivan Vučetić.
Thành phố Pula của Croatia có một đài tưởng niệm tưởng niệm Vucetich vì có thời gian ông phục vụ trong lực lượng hải quân của Đế quốc Áo-Hung.
Ngoài ra, ông có một bức tượng bán thân ở tại Hvar, quê nhà của ông.